# Devdas (1955)
Devdas (Hindi: देवदास, Devadās) ist ein Hindi-Film von Bimal Roy aus dem Jahr 1955.

## Handlung
Devdas und Parvati sind seit ihrer Kindheit gut befreundet und führten stets eine lebhafte Beziehung, auch wenn beide recht egoistisch waren. Da Devdas schon als Kind ein kleiner Taugenichts war, schickt ihn sein Vater nach Kalkutta. Nachdem Devdas erwachsen geworden ist, kehrt er zurück. Aus ihm ist nun ein gebildeter Mann geworden, der nun Paro zu heiraten plant, doch sein Vater macht seine Pläne zunichte, und dies nur aus einem Grund: Paro entstammt einem weniger gut gestellten Elternhaus.
Eines Tages stattet Paro Devdas heimlich und mitten in der Nacht einen Besuch ab. Sie schlägt vor, mit Devdas von zu Hause wegzulaufen. Devdas, der dies mit sich nicht vereinbaren kann, versucht sie von diesem Vorschlag abzubringen. Die nun nachtragende Parvati weist seine Annäherungsversuche ab, wobei Devdas sie wütend mit einem Stock schlägt. Aber sofort reißt Devdas ein Stück Stoff aus seiner Kleidung, um Paro zu verarzten. Und Paro erkennt, dass Devdas einerseits ihr Problem darstellt aber gleichzeitig auch ihre Medizin ist. Die daraus entstehende Narbe bleibt das einzig berührbare Zeichen ihrer Liebe.
Paro wird mit einem Witwer verheiratet und Devdas flüchtet nach Kalkutta. Sein Freund Chunni Babu nimmt ihn mit in ein Bordell, wo Devdas auf Chandramukhi trifft. Chandramukhi ist sehr berührt, als Devdas ihr Geld gibt, ohne eine "Gegenleistung" in Anspruch zu nehmen. Sie verliebt sich in ihn. Devdas jedoch, der sie unabsichtlich als emotionale Stütze benutzt und bereits dem Alkohol verfallen ist, stößt sie jedes Mal ab.
Seine hoffnungslose Leidenschaft für Paro lässt Devdas nur noch tiefer sinken. Anders Chandramukhi, die ihre Vergangenheit hinter sich lässt, um ihr Leben zu verändern. Devdas hat nicht den Willen, etwas zu verändern. Obwohl er Chandramukhi nun anerkennt, kann er ihr nichts mehr bieten. Er unternimmt eine Bahnreise durch ganz Indien. Verzweifelt flüchtet er vor sich selbst. Er stirbt, ohne Paro jemals wiedergesehen zu haben.

## Hintergrund
Devdas ist bereits die sechste Verfilmung des gleichnamigen Romans von Sharat Chandra Chattopadhyay und ein Remake der Devdas-Verfilmung von P. C. Barua aus dem Jahr 1935, bei der Bimal Roy Kameramann war. Sie ist Barua und dem 1935er Devdas-Darsteller K. L. Saigal gewidmet.
Die Filmsongs werden von Asha Bhosle, Manna Dey, Geeta Dutt, Talat Mahmood, Lata Mangeshkar, Usha Mangeshkar, Mubarak Begum und Mohammed Rafi gesungen; die Songtexte stammen von Sahir Ludhianvi.

## Auszeichnungen
- Filmfare Award 1957:
  - Bester Hauptdarsteller an Dilip Kumar
  - Bester Nebendarsteller an Motilal
  - Beste Nebendarstellerin an Vyjayantimala